# Relais 4 × 100 mètres 4 nages masculin aux Jeux olympiques d'été de 2012
Navigation
Pékin 2008 Rio de Janeiro 2016
L'épreuve de relais 4 × 100 m 4 nages hommes des Jeux olympiques d'été de 2012 a lieu les 3 et 4 août au London Aquatics Centre.

## Qualification
Pour participer à cette épreuve qui comprend 16 équipes qui représentent chacune un pays, les pays devaient soit faire partie des 12 meilleures équipes des Championnats du monde de natation 2011 dans cette épreuve soit des 4 équipes non encore qualifiés les plus rapides dans les 15 mois précédant les Jeux.

## Records
Avant cette compétition, les records dans cette discipline étaient les suivants :
| Record du monde  | 3 min 27 s 28 | États-Unis Aaron Peirsol (52 s 19) Eric Shanteau (58 s 57) Michael Phelps (49 s 72) David Walters (46 s 80) | 2 août 2009  | Rome (Italie) | ,     |
| Record olympique | 3 min 29 s 34 | États-Unis Aaron Peirsol (53 s 16) Brendan Hansen (59 s 27) Michael Phelps (50 s 15) Jason Lezak (46 s 76)  | 17 août 2008 | Pékin (Chine) | [ 4 ] |

## Médaillés
| Or | Argent                                                          | Bronze |
| États-Unis Nathan Adrian Matt Grevers Brendan Hansen Cullen Jones Tyler McGill Michael Phelps Nick Thoman Eric Shanteau | Japon Takuro Fujii Ryosuke Irie Kosuke Kitajima Takeshi Matsuda | Australie Tommaso D'Orsogna James Magnussen Brenton Rickard Christian Sprenger Hayden Stoeckel Matt Targett |

## Résultats

### Finale (4 août au soir)
| Rang                                | Ligne | Nation          | Nageurs | Temps         | Notes |
| ----------------------------------- | ----- | --------------- | --- | ------------- | ----- |
| Médaille d'or, Jeux olympiques      | 4     | États-Unis      | Matt Grevers (52 s 58) Brendan Hansen (59 s 19) Michael Phelps (50 s 73) Nathan Adrian (46 s 85)                         | 3 min 29 s 35 |       |
| Médaille d'argent, Jeux olympiques  | 3     | Japon           | Ryosuke Irie (52 s 92) Kosuke Kitajima (58 s 64) Takeshi Matsuda (51 s 20) Takuro Fujii (48 s 50)                        | 3 min 31 s 26 |       |
| Médaille de bronze, Jeux olympiques | 6     | Australie       | Hayden Stoeckel (53 s 71) Christian Sprenger (59 s 05) Matt Targett (51 s 60) James Magnussen (47 s 22)                  | 3 min 31 s 58 |       |
| 4                                   | 5     | Grande-Bretagne | Liam Tancock (53 s 40) Michael Jamieson (59 s 27) Michael Rock (51 s 74) Adam Brown (47 s 91)                            | 3 min 32 s 32 |       |
| 5                                   | 1     | Hongrie         | László Cseh (53 s 40) Dániel Gyurta (59 s 01) Bence Pulai (51 s 82) Dominik Kozma (48 s 79)                              | 3 min 33 s 02 | RN    |
| 6                                   | 7     | Allemagne       | Helge Meeuw (53 s 78) Christian vom Lehn (1 min 00 s 30) Steffen Deibler (50 s 91) Markus Deibler (48 s 07)              | 3 min 33 s 06 |       |
| 7                                   | 2     | Pays-Bas        | Nick Driebergen (53 s 79) Lennart Stekelenburg (1 min 00 s 24) Joeri Verlinden (51 s 86) Sebastiaan Verschuren (47 s 57) | 3 min 33 s 46 |       |
| 8                                   | 8     | Canada          | Charles Francis (54 s 16) Scott Dickens (1 min 00 s 29) Joe Bartoch (52 s 32) Brent Hayden (47 s 42)                     | 3 min 34 s 19 |       |

### Séries (3 août le matin)
| Rang | Série | Ligne | Pays             | Nageurs | Temps         | Notes |
| ---- | ----- | ----- | ---------------- | --- | ------------- | ----- |
| 1    | 2     | 4     | États-Unis       | Nick Thoman (53 s 31) Eric Shanteau (59 s 69) Tyler McGill (51 s 53) Cullen Jones (48 s 12)                              | 3 min 32 s 65 | Q     |
| 2    | 1     | 1     | Grande-Bretagne  | Liam Tancock (53 s 98) Craig Benson (59 s 68) Michael Rock (51 s 66) Adam Brown (48 s 22)                                | 3 min 33 s 44 | Q     |
| 3    | 2     | 3     | Japon            | Ryosuke Irie (53 s 08) Kosuke Kitajima (59 s 47) Takeshi Matsuda (52 s 09) Takuro Fujii (49 s 00)                        | 3 min 33 s 64 | Q     |
| 4    | 1     | 4     | Australie        | Hayden Stoeckel (53 s 89) Brenton Rickard (59 s 95) Matt Targett (51 s 30) Tommaso D'Orsogna (48 s 59)                   | 3 min 33 s 73 | Q     |
| 5    | 1     | 3     | Pays-Bas         | Nick Driebergen (53 s 98) Lennart Stekelenburg (1 min 00 s 52) Joeri Verlinden (51 s 46) Sebastiaan Verschuren (47 s 82) | 3 min 33 s 78 | Q     |
| 6    | 2     | 5     | Allemagne        | Helge Meeuw (53 s 82) Christian vom Lehn (1 min 01 s 13) Steffen Deibler (51 s 18) Marco di Carli (48 s 15)              | 3 min 34 s 28 | Q     |
| 7    | 2     | 6     | Hongrie          | László Cseh (53 s 78) Dániel Gyurta (59 s 63) Bence Pulai (52 s 47) Dominik Kozma (48 s 56)                              | 3 min 34 s 44 | Q, RN |
| 8    | 1     | 2     | Canada           | Charles Francis (53 s 91) Scott Dickens (1 min 00 s 60) Joe Bartoch (52 s 43) Brent Hayden (47 s 52)                     | 3 min 34 s 46 | Q     |
| 9    | 2     | 2     | Nouvelle-Zélande | Gareth Kean (54 s 01) Glenn Snyders (59 s 00) Andrew McMillan (52 s 77) Carl O'Donnell (48 s 74)                         | 3 min 34 s 52 |       |
| 10   | 2     | 7     | France           | Camille Lacourt (53 s 63) Giacomo Perez-Dortona (1 min 00 s 03) Romain Sassot (52 s 17) Yannick Agnel (48 s 77)          | 3 min 34 s 60 |       |
| 11   | 1     | 8     | Chine            | Cheng Feiyi (53 s 70) Li Xiayan (1 min 00 s 96) Zhou Jiawei (51 s 44) Lu Zhiwu (48 s 55)                                 | 3 min 34 s 65 |       |
| 12   | 1     | 7     | Russie           | Vladimir Morozov (53 s 99) Viatcheslav Sinkevich (1 min 00 s 80) Nikolay Skvortsov (51 s 83) Andrey Grechin (48 s 32)    | 3 min 34 s 94 |       |
| 13   | 2     | 8     | Afrique du Sud   | Charl Crous (55 s 23) Cameron van der Burgh (58 s 96) Chad le Clos (51 s 83) Leith Shankland (49 s 21)                   | 3 min 35 s 23 |       |
| 14   | 1     | 5     | Italie           | Mirco Di Tora (54 s 67) Fabio Scozzoli (1 min 00 s 28) Matteo Rivolta (53 s 10) Luca Dotto (48 s 83)                     | 3 min 36 s 88 |       |
| 15   | 1     | 6     | Brésil           | Thiago Pereira (54 s 45) Felipe França Silva (1 min 00 s 77) Kaio de Almeida (53 s 61) Marcelo Chierighini (48 s 17)     | 3 min 37 s 00 |       |
| 16   | 2     | 1     | Pologne          | Radosław Kawęcki (54 s 65) Dawid Szulich (1 min 01 s 39) Paweł Korzeniowski (52 s 40) Kacper Majchrzak (49 s 72)         | 3 min 38 s 16 |       |